# Vanessa braziliensis
Vanessa braziliensis is een vlinder uit de familie Nymphalidae (vossen, parelmoervlinders en weerschijnvlinders). De wetenschappelijke naam van de soort werd, als Pyrameis braziliensis, in 1883 door Frederic Moore gepubliceerd.

## Verspreiding en leefgebied
Deze soort komt voor in het zuiden van Zuid-Amerika in Ecuador, Peru, Brazilië, Bolivia, Venezuela, Paraguay, Uruguay en in het noorden van Argentinië.